# Mestre de Taüll

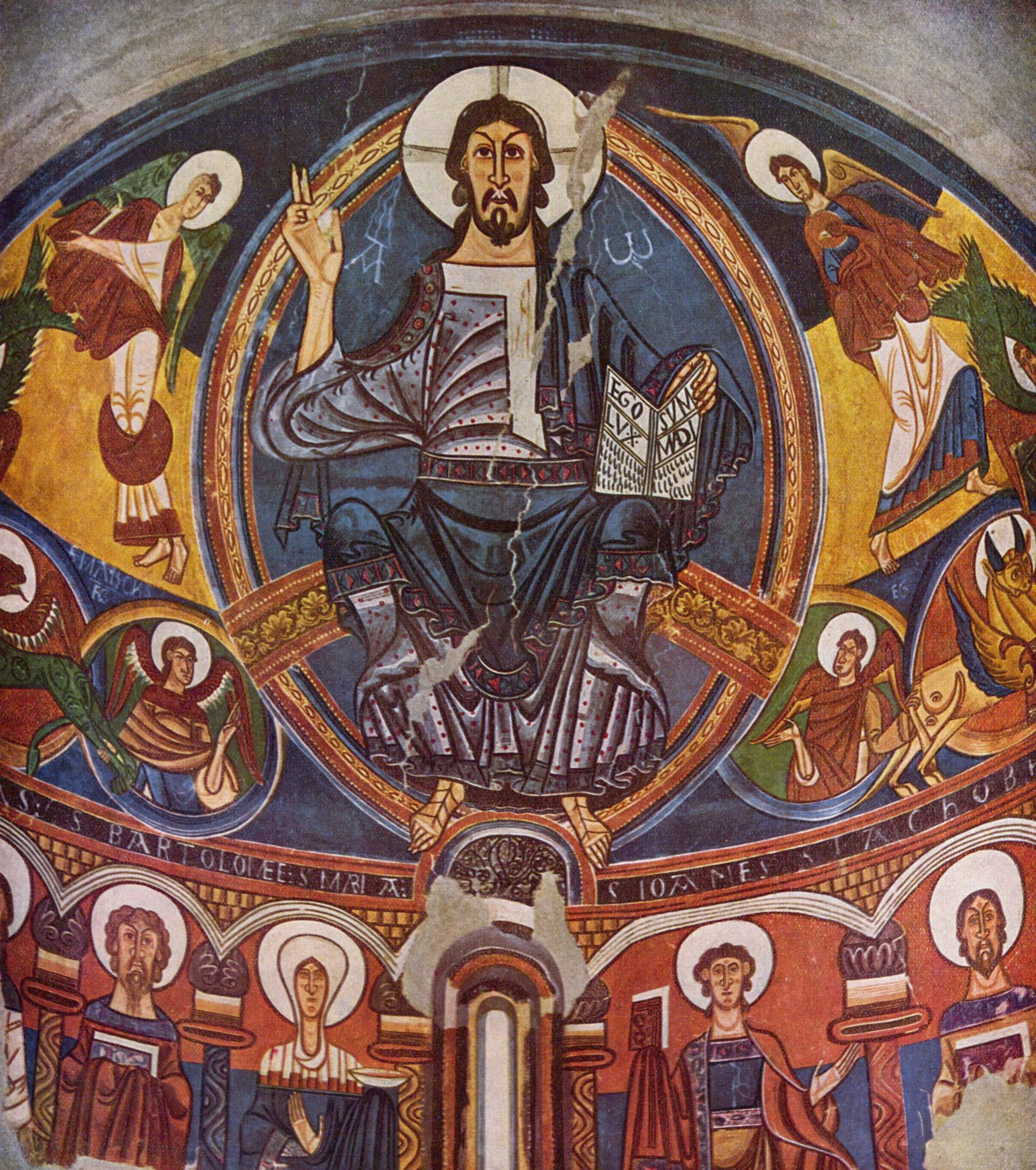
Pantocrator. Fresco românico da autoria do Mestre de Taüll, actualmente no Museu Nacional de Arte da Catalunha.

O Mestre de Taüll (ou Mestre de Tahull) é considerado o maior pintor mural do século XII na Catalunha, bem como um dos mais importantes pintores românicos da Europa. Seu principal trabalho é a igreja de São Clemente de Taüll, com a famosa abside pintada, agora transferida para o Museu Nacional de Arte da Catalunha, em Barcelona.[carece de fontes?]
Outras pinturas da igreja de São Baudélio de Berlanga, em Castela, também foram removidas com os maiores dos (a)frescos do Novo Testamento indo para os museus americanos; estes incluem o trabalho de outros dois pintores. Duas se(c)ções, transferidas para tela e que estão no Museu de Arte de Indianápolis, mostram a Entrada de Cristo em Jerusalém e o Casamento de Canaã. Outras se(c)ções, incluindo a Cura do Cego, a Ressurreição de Lázaro e a Tentação de Cristo que estão no Cloisters (Museu Metropolitano de Arte), em Nova Iorque, e no Museu do Prado. As cenas da Vida de Cristo são incomuns em pinturas espanholas do período; há em museus dos Estados Unidos, enquanto elementos menores, incluindo cenas de caça e falcoaria e cópias decorativas de têxteis, estão em Madrid bem como em Nova Iorque. Os
(a)frescos incluem o de um camelo e de um elefante de guerra, que foram inspirados por motivos islâmicos.